# 朝廷 (日本)
朝廷（ちょうてい）とは、日本にかつて存在した政権および政府である。大宝元年（701年）の大宝律令施行までには政治体制が成立し、慶応3年12月9日（1868年1月3日）の王政復古の大号令により廃止された。

## 名称
日本において「朝廷」という言葉が見えるのは、『古事記』の開化天皇紀に穂別君の祖として「次朝廷別王」と記されたのが現存文献で確認できる初出で、『日本書紀』では崇神天皇紀《崇神天皇60年（38年）七月己酉条》「聞神宝献于朝廷」まで遡って記され、また、「朝庭」が当てられたものでは、景行天皇紀《景行天皇51年（121年）八月壬子条》「則進上於朝庭」がある。
『日本書紀』用明天皇紀《用明天皇元年（586年）五月条》に「不荒朝庭」とあるのは実在する場所を推測させる具体的な記述であるが、推古天皇紀で「朝庭」または「庭」として度々言及され、十七条憲法の官吏の出退について説かれた8条に「群卿百寮、早朝晏退」（官吏は早く朝(まい)りて晏(おそ)く退け）とあって政務を執る場所として明確な推古天皇の小墾田宮が発掘調査から実在が裏付けられた最古の「朝庭」である。

### 「朝廷」と「朝庭」
中国では「朝廷」と「朝庭」は同義に用いられ、記紀でも混用されているが、中国での字義に広場の意味はないにもかかわらず、日本史学では後に「朝堂院」と総称される政務・儀式を執り行う建物群に囲まれた広場を指して特に「朝庭」と区別して用いる。
『日本書紀』推古天皇紀《推古天皇16年八月壬子条》「召唐客於朝庭」と記された、隋使裴世清が天皇に来朝の挨拶をしたとされる小墾田宮の「朝庭」を指して、吉村武彦は、「朝庭は、普通は『朝廷』の字を使うが、ここはのちの朝堂院にあたるスペースの中央広場であるから、『朝庭』の方が的確である」と述べている。また、熊谷公男は、「左右対称の整然とした配置をとった『朝庭』を付設した宮は、小墾田宮がはじめてであった可能性が高い」としている。

### 朝政と朝儀
「朝廷」で執り行われたのが朝政と朝儀である。
朝政は、天皇が早朝に政務をみる「あさまつりごと」として始まり、後に転じて、朝廷の政務一般を指す「ちょうせい」となった。
朝儀とは、さまざまな公の儀式の総称であり、天皇即位儀、元日朝賀、任官、叙位、改元の宣詔、告朔などの朝拝を中心とする儀式と、節会や外国使への賜饗などの饗宴を中心とする儀式とがあった。

### 朝堂院
朝堂院は朝政と朝儀が執り行われた朝廷の正庁であり、小墾田宮の「朝庭」は住まいである「宮」から分離して朝堂院の原型が姿を見せており、「朝堂」を置いて政務を執る「朝堂政治」が開始されたのを推古天皇治下とするが、その規模が確認されたものでは、条坊制により日本史上最初に建設された都城とされる藤原京（藤原宮）の朝堂院が最古である。
朝堂院はその後平城京、難波京、長岡京、平安京と都が移っても建設され続けた。平安時代、876年（貞観18年）、1058年（康平元年）に焼失し、そのたびに再建されたが1177年（安元3年）の安元の大火ののちは再建されなかった。
内裏の焼失により里内裏が現れるようになって後、天皇が政務を執る場所は朝堂院の有無にかかわらず天皇の私的な住まいであった内裏に移り、朝儀は主に内裏の紫宸殿でおこなわれることとなった。
また、退位した天皇（上皇）が「天皇家の当主」である資格をもって政務を行う院政も朝堂院外で行われたが、これも朝廷に含められる。
なお、中国の場合とは異なり、日本では、天皇の私的な住まいである内裏の七殿五舎（後宮）には宦官が置かれず、もっぱら女官によって秩序が維持された。

## 歴史
武家政権が樹立される以前と以後で朝廷の性格が大きく異なり、武家政権が樹立される以前は政権として機能し、武家政権が樹立された以後は武家政権の権威を保障する立場となった。

### 大宝律令施行以前

#### 大和朝廷
奈良時代以前の古墳時代から飛鳥時代にかけての畿内政権は、主に飛鳥近辺の大和地方に宮を置いていたので「大和時代の朝廷」という意味合いで「大和朝廷」と呼称されてきた。しかし、大和地方は古墳時代当時は「倭」もしくは「大倭」と表記され「大和」の表記が後のものであることと、1970年以降、古墳時代の政治組織にかかわる研究の進展から、朝廷の語源である「君主制下で官僚組織をともなった政府および政権」というよりも、古墳時代に関しては「ヤマト政権」または「ヤマト王権」と呼ばれることが多くなっており、「大和朝廷」の表記は少なくなっている。
このことについて、関和彦は、「朝廷」は「天皇の政治の場」であり、4世紀・5世紀の政権を「大和朝廷」と呼ぶことは不適切であると主張し、鬼頭清明もまた、一般向けの書物のなかで、磐井の乱当時の近畿には複数の王朝が併立することも考えられ、また、武烈朝以前は「天皇家の直接的祖先にあたる大和朝廷と無関係の場合も考えられる」として「大和朝廷」の語は継体天皇以後に限って用いるべきと説明している。
また中国側の史書である『隋書』600年条の記述では、日本が夜に政治（まつりごと）を行っていることを説明し、中国皇帝が合理的でないとし、改めるように指示したことが述べられており、中国と国交を結ぶ必要性と律令制導入のため、日本側も中国式である「朝に政治を行うスタイル」に変化している。内容としては、日本側は、日本には独自の思想と文化があると主張したが、中国側はこれを否定したため、以後、中国文化に合わせたことになる。つまり古墳時代の日本は、朝廷＝朝に政治をする体制ではなかった。
645年に中臣鎌足と中大兄皇子が起こした乙巳の変により、蘇我氏が倒されたことに始まり、646年には改新の詔が出され、大化の改新が行われた。それにより皇極天皇は退位し、中大兄皇子ではなく孝徳天皇が即位した。中大兄皇子は皇太子として政務をとった。
667年に近江大津宮へ遷都し、668年には中大兄皇子が天智天皇に即位した。

#### 皇親政治期
672年に天智天皇が崩御すると、同年には大海人皇子が弘文天皇に対して挙兵し、壬申の乱が勃発する。この戦いに大海人皇子が勝利し、天武天皇が即位する。また、近江大津宮から飛鳥へ戻した。そして、皇族が要職を占め、大臣が一人もいなかったため、皇親政治と呼ばれる。
679年に天武天皇が皇位継承に争いが生じないように吉野の盟約が結ばれる。

### 大宝律令施行以降・武家政権樹立以前
701年、唐の律令を参考に大宝律令が施行される。また、757年には養老律令も施行され、朝廷の政治制度が確立されることになる。

#### 親政期
781年に光仁天皇が譲位したことにより、桓武天皇が即位する。そして784年に平城京から長岡京へ遷都するが、天災が相次いだため、794年に平安京へ遷都する。また、蝦夷を服属させるために3度に渡り蝦夷征討を行った。しかし、805年には徳政相論が起き、藤原緒嗣の進言を受け容れ、蝦夷征討と平安京の造作を中断した。
887年に臣籍降下していた源定省は光孝天皇が重態に陥ったことにより、親王宣下を受け立太子したが、そのまま崩御したため、宇多天皇が即位した。
宇多天皇は藤原基経を関白に任じる詔勅を発するが基経は一度断る。その後阿衡に任じる詔勅を発するが、基経は実権のない役職として抗議し、一切の政務を放棄し、阿衡事件が起きる。そして宇多天皇は詔勅を取り消し、橘広相を罷免した。891年に基経が死ぬと宇多天皇は基経の嫡子である藤原時平を参議に任じるが、それ以外にも源氏である源能有や菅原道真など藤原北家嫡流から離れた人を多く抜擢し、律令制への回帰を図った。この治世は寛平の治と呼ばれる。
897年に宇多天皇が譲位したことにより、醍醐天皇が即位する。
醍醐天皇は時平と道真に左右大臣に任じて政務を任せるが、901年に時平の讒言を受け入れたことにより、昌泰の変が発生し、道真を左遷した。しかし、時平および醍醐天皇は律令制への回帰を先代同様に図るが成功せず、律令制復活の最後の試みとなった。また、文化面では勅撰和歌集である古今和歌集を編纂した。この治世を延喜の治と呼ばれる。
935年に承平天慶の乱が勃発し、朝廷は征伐軍を送り鎮圧した。しかし、律令制の衰退が明白となる。
944年に朱雀天皇が譲位したことにより、村上天皇が即位する。
承平天慶の乱の影響で朝廷の財政が逼迫していたため、倹約に務めた。また、後撰和歌集を編纂し、歌人や琴、琵琶の楽器にも精通した。この治世を天暦の治と呼ばれる。
また、延善の治と天暦の治を併せて延喜・天暦の治と呼ばれ、後世にも善政として理想の時代とされた。しかし、それは中下流の文人貴族層の過大評価であった。また、これらは摂政・関白を置かなかったといえど、藤原氏に支えられていた側面が大きかった。

#### 摂関政治期
842年に藤原良房が承和の変によって道康親王を文徳天皇に即位させた事により、天皇の外戚になり、857年に太政大臣に就任した。また、866年には応天門の変により、伴氏と紀氏を失脚させると、人臣初の摂政に就任し、権威を確立した。
しかし、この時点では摂政および関白は常設の役職ではなかったが、藤原長者が政権を握った。
884年に基経が陽成天皇を退位させ、光孝天皇を即位させた。天皇はまだ太政大臣である基経に大政を委任する勅書を発して事実上の関白とした。また、887年に即位した宇多天皇が基経を阿衡に任じる詔勅を発した。これにより阿衡事件が起きる。そして、宇多天皇が詔勅を撤回したことにより、藤原氏の権力が天皇より強いことを改めて世に知らしめることになる。
969年に安和の変により源氏を失脚させると、藤原氏の内部で争いが起こるようになる。特に、藤原兼通と藤原兼家とで争いが激化する。
また、986年に寛和の変が発生し、花山天皇は退位、出家した上、兼家の孫である一条天皇が即位する。そして、兼家は摂政に就任した上に、慣例を破って右大臣を辞任した。これにより摂関専任の先例となる。
それ以降藤原氏が摂政および関白に就き権勢を誇り、藤原道長と藤原頼通の時期に最盛期を迎えた。

#### 院政期
1086年に白河天皇が堀河天皇に譲位し、院庁を設置し治天の君として統治した。しかし、始めは弟への皇位継承をなくし、自身の子への皇位継承を目的としていた。
1141年には鳥羽上皇は崇徳天皇を退位させ、近衛天皇を即位させた。しかし、1155年に近衛天皇が崩御すると後白河天皇が即位するが、崇徳天皇と後白河天皇との間で対立が生じる。そして、鳥羽法皇も崩御すると、1156年に皇位継承を巡る争いと摂関家内の争いにより保元の乱が発生し、後白河天皇が勝利した。また、同年に保元新制が出された。
しかし、1160年には院近臣らの争いにより平治の乱が発生するなど、あまり安定しなかった。また、1179年に平清盛と対立したことにより、治承三年の政変が発生する。これにより、後白河上皇は鳥羽殿に幽閉され、院政が停止してしまう。ただし、福原遷都後平安京に戻った高倉上皇が崩御し、清盛も没すると平宗盛により院政が復活する。
治天の君は三種の神器が無い時に院旨を出すことにより譲位および親王の即位に正当性を持たせた。
また、摂関政治は衰えたが、摂政と関白自体は薬子の変によって、退位した上皇が内裏に入らない原則が生まれた為、治天の君が自らの意思を内裏に伝えるには摂政・関白を自らの代理にして伝える必要があった。そのため摂政・関白は摂関家として存続した。

### 武家政権樹立以降

#### 平氏政権期
1167年に出された仁安二年五月宣旨により平重盛に東山・東海・山陽・南海諸道の治安警察権を委ねた事に始まり、1179年に起きた治承三年の政変により後白河上皇の院政を停止させると、日本初の武家政権である平氏政権が成立した。また、清盛は武家で初の太政大臣に就任した。ただ、平氏政権は朝廷の官職に平氏が独占するというもので貴族的な性格も持ち合わせていたが、後白河法皇との対立により、高倉天皇は安徳天皇に譲位し、清盛による傀儡院政が開始されることになった。

#### 鎌倉時代
1183年に治承・寿永の乱により源義仲が上洛していたが、乱暴を繰り返したことにより、後白河法皇は義仲に代わり源頼朝に上洛を求めた。頼朝は東海・東山・北陸の諸道の支配権を国司に戻す寿永二年十月宣旨を要求し、後白河法皇は北陸道以外を受け入れた。これにより間接的に支配権が頼朝に移ることになった。
1185年に壇ノ浦の戦いで平氏が滅ぼされるが、この時に安徳天皇と三種の神器の内、形代の草薙剣が壇ノ浦に沈んだ。また、源義経と源行家が頼朝に無断で官位を得た事により頼朝は後白河法皇より両者追討の院宣を獲得すると共に、両者追補の為に守護・地頭の任免権を頼朝に承認することとなった。これにより鎌倉幕府が成立する。ただし、この時点では朝廷の支配権を侵害するものではなかった。また、1192年、頼朝は征夷大将軍に就任した。そして1218年には源実朝が武家で初の右大臣に就任した。
1221年までには北条義時が幕府の権力を掌握していた。そのため、朝廷と幕府の間に対立が生じていた。そして同年、後鳥羽上皇が義時追討の院宣を発し、承久の乱が発生した。当初は優勢だったものの、次第に劣勢になり、遂には敗れた。これにより朝廷の権力は幕府により制限され、六波羅探題によって監視を受け、そして皇位継承にも影響力を及ぼされるようになった。
そして、後堀河天皇が乱後に即位すると、行助入道親王が後高倉院として異例の院政を行った。
1252年には宗尊親王が皇族から幕府の将軍に迎えられるが実権は無かった。

#### 建武の新政
1300年代には後醍醐天皇が倒幕を画策するが正中の変、元弘の乱により露見してしまう。その影響で後醍醐天皇が退位することになり、同時に隠岐に配流されることになる。しかし、その裏で倒幕運動も盛んになった。そして、1333年には後醍醐天皇が配流先から脱出し、六波羅探題を滅ぼして鎌倉に新田義貞率いる官軍が進軍、鎌倉の戦いにより遂に鎌倉幕府は滅亡し、後醍醐天皇は復位した。これにより朝廷は復権を果たした。
しかし、新政は新設された機関の権限の衝突、北条残党による反乱の多発により混乱を極めた。
1335年には北条残党である北条時行により中先代の乱が発生すると一時鎌倉を占領されるが、これに足利尊氏は時行追討と総追補使、征夷大将軍の役職を要請する。しかし、後醍醐天皇はこれを拒否した。そして、尊氏は勅許も得ずに出陣、後醍醐天皇は追って征東将軍の号を与えた。尊氏は時行軍を撃破し、鎌倉を回復する。しかし、尊氏は鎌倉で恩賞の分配をするための袖判下文を勝手に発給した上、上洛命令を無視し、建武政権から離反した。また尊氏は義貞追討を要請したが、後醍醐天皇は逆に尊氏追討を義貞に命じ、建武の乱が発生した。
義貞軍は箱根・竹ノ下の戦いに敗れ、足利軍は京都に進軍する。そして第一次京都の戦いに敗れた後醍醐天皇は比叡山に逃れ、尊氏に入京されるが、東国より討伐軍が上洛し、一旦は尊氏を京および畿内から追い出す事に成功する。しかし、尊氏は九州で勢力を盛り返し、第二次京都の戦いで後醍醐天皇は再び敗れて比叡山に逃げた。この時、豊仁親王は光厳上皇により皇位に就き、光明天皇となる。また、この時点では三種の神器が無かったが、後醍醐天皇方が近江の戦いに敗れ、和睦したため、三種の神器を光明天皇に渡した。しかし、後醍醐天皇は京に帰還するが、花山院に幽閉された。また、尊氏は建武式目を定め、頼朝と同じ権大納言に就任し、自身を鎌倉殿と称して鎌倉将軍の後継者を名乗った。しかし、後醍醐天皇は花山院を脱出し、光明天皇に渡した神器は贋物として後醍醐天皇が持つ神器を本物と主張し、吉野吉水院を行宮と定めた。
一連の行動により、建武の新政は瓦解し、光明天皇方では北朝および室町幕府が成立し、後醍醐天皇方では南朝が成立した。

#### 南北朝時代と室町時代前期
南北朝の戦いは当初は双方とも互角に推移していた。しかし、1338年に義貞と北畠顕家が相次いで戦死、南朝方は次第に劣勢となっていく。同年、尊氏は北朝より征夷大将軍に任じられる。そして1339年には後醍醐天皇が崩御し、後村上天皇が即位した。そして1348年、劣勢を覆す事はできず、四條畷の戦いに南朝方は完敗し、吉野から賀名生に行宮を移した。
しかし、1350年に室町幕府内で観応の擾乱が起きると、直義追討の院宣を得るために尊氏は南朝に降伏した。これを正平一統と言う。また、この時に北朝方の三種の神器と政権が返上された。そして薩埵峠の戦いにより直義を降伏させた。なお、直義はその後病死している。
ただ、正平一統は長くは続かなかった。北畠親房は京都と鎌倉にあった北朝勢力の一掃に動き、京都と鎌倉の占領に成功した。また、北朝方は尊氏の征夷大将軍の職を解かれた上に光厳上皇、光明上皇、崇光上皇、直仁親王を拉致されてしまう。また、後村上天皇は行宮を東条、住吉、男山八幡に移した。
しかし、尊氏は京都と鎌倉を直ぐに奪還したが、北朝方は拉致された影響で三種の神器が無い上に治天の君もいなくなってしまうことになってしまったために即位も出来ない状況にあったが、女院を治天の君にすることで崇光上皇の弟である弥仁親王を後光厳天皇に即位させた。また、尊氏が征夷大将軍に復職した。そして1358年に尊氏は薨去した。
南朝の筆頭武将である楠木正儀は和平を模索していたが、実現はしなかった。しかし、1361年、第七次京都の戦い後、南北朝は疲弊していた。これに後村上天皇は和平も考えるようになり、また、足利義詮は融和路線をとるようになる。しかし、後村上天皇の崩御、義詮の薨去により和平は結果的に実現しなかった。
1369年、幕府は正儀を帰順させることに成功した。この要因には後村上天皇の跡を継いで即位した長慶天皇の強硬政策により、正儀が孤立したことが挙げられる。これにより、南朝は更なる衰退を余儀なくされた。
1383年には懐良親王や北畠顕能が、また、1385年には宗良親王が薨去し、正儀も数年以内に薨去した。これにより長慶天皇は後亀山天皇に譲位した。そして跡を継いだ楠木正勝が敗れ、千早城が落城した。
また、足利義満は明徳の乱で有力な守護大名だった山名氏の力を削り、和平交渉を開始、そして1392年、明徳の和約で遂に南北朝の争いは終焉を迎えた。
しかし、北朝は和約の内容を知らされなかった。その上、条件には国衙領を大覚寺統の領地とし、両統迭立をするというものがあったが、国衙領はあまり得られなかった上に両統迭立も反故となり、幕府に対して対抗する後南朝の勢力が生まれた。

#### 室町時代後期と戦国時代
1443年、後南朝により内裏が襲撃され、禁闕の変が発生する。これにより三種の神器の宝剣と神璽が奪われてしまう。
宝剣は直ぐに見つかったものの、神璽は1457年の長禄の変で赤松氏が奪還するまでは後南朝のもとにあった。
1467年に発生した応仁の乱の影響により、即位の礼や大喪の礼のための資金が不足した。これにより朝廷は武家に対して売官が増えていくことになる。ただし、幕府は武家官位を賜る際に幕府を通す事で統制を図っていたが、幕府の権威、権力が低下すると幕府を通さずに賜ったり、僭称したりする例が増加した。例えば、大名中でも四職以外が就くのを許されなかった左京大夫は小大名や複数の大名が就任することができた。また、大内義隆は多額の献金により足利義晴をも上回る従二位兵部卿に就任している。

#### 安土桃山時代
1568年、織田信長が足利義昭を奉じて上洛した。これにより織田政権が成立するが1573年には義昭を京から追放した。しかし、この時点では朝廷は義昭を征夷大将軍から解官していない。
また、信長は1574年に参議に就いて以降僅か3年で右大臣まで上り詰めた。しかし、1578年に右大臣兼右近衛大将を辞した後は官職に就かず散位であった。また、信長は和平交渉の際や征伐を行う際に天皇の勅命を利用し、政権権力を強めた。
1582年には三職推任問題が生じる。これは信長が太政大臣、関白、征夷大将軍のいずれかに就くというものであったが、いずれにも就く前に本能寺の変で横死してしまう。
同年、羽柴秀吉は変の首謀者である明智光秀を山崎の戦いで破り、以降1585年までに反秀吉勢力を一掃した。また、同年に関白相論が発生すると、秀吉はこれに介入、近衛前久の猶子になることで武家で初めて関白に就任し、1586年には豊臣姓を賜り、豊臣政権が成立した。また、1585年 - 1587年に天皇の勅令で惣無事令が出された。
そして1590年までに惣無事令に違反した大名を攻略、遂に天下を統一した。
しかし、秀吉は武家関白制の維持のために関白を豊臣秀次に譲り太閤となり、関白の職を豊臣氏の世襲としようとした。だが、秀次事件により関白が空位になると、豊臣秀頼に関白を継がせるために、徳川家康を除いて関白と大臣に誰も就けようとしなかった。そのため、朝廷での宮中行事や官位昇進が滞ることになる。
1598年に秀吉が死ぬと、武家の中では唯一の大臣である家康が秀吉に追放されていた菊亭晴季を右大臣に還任する手続きをとった。

#### 江戸時代
1603年、家康は1600年に起きた関ヶ原の戦いに勝利し、征夷大将軍に就任した。江戸幕府が成立する。また、朝廷を監視する京都所司代も置かれた。
1609年に猪熊事件が起きると幕府は朝廷に深く介入し、後陽成天皇は退位することになる。
1615年には朝廷の行動を制限する禁中並公家諸法度を幕府は定めた。また、これにより、公家官位と武家官位が完全に分けられ、武家官位に就くには幕府の承認を得る原則が生まれた。
1853年、マシュー・ペリーが浦賀に来航し幕府に開国を求めた。そして1854年に幕府は日米和親条約を締結し開国した。また、1858年には日米修好通商条約を締結しようとする。しかし、老中である堀田正睦は孝明天皇に条約締結の勅許を得ようとした。しかし、孝明天皇は薪水給与については認めていたが、開港および開市については反対していた。また、公卿も反対し廷臣八十八卿列参事件が発生した。そのため、正睦は勅許を得ることができなかった。
1860年、大老である井伊直弼は元々は勅許なしに条約を締結するのは反対だった。しかし、松平忠固は勅許は不要として、直弼の意見を押し切り勅許無しに日米修好通商条約が結ばれる。
1863年には八月十八日の政変が発生し、長州藩や攘夷過激派の公家を排除するが1864年には禁門の変が発生し、長州藩は朝敵となり、第一次長州征伐へ繋がる。
1867年に徳川慶喜は政権を朝廷に返上し、大政奉還をした。また、同年に朝廷は王政復古の大号令を発し、王政復古をした。
大政奉還と王政復古によって政治権力を回復した「朝廷」は、旧制を模した太政官制を採用した。しかし、これは律令制を廃して成立した全く異質なもので、旧来の朝廷機構は事実上廃止され、新政府によって近代国家の体裁が整えられ、 1885年に太政官制を廃止して内閣制度が発足したことにより、政治機構としての「朝廷」は名実共に消滅した。

## 朝廷と幕府
鎌倉幕府成立により政治の実権が武家に移って以降も、天皇を長とする「朝廷」は存在し続けた。
今日において「朝廷」という言葉は「幕府」に対応する言葉としてよく使われるが、これは天皇・公家（公家政権）と武家（武家政権）を対立した存在として捉えるようになった江戸時代中期以降の影響が強い。鎌倉時代（鎌倉殿）、室町時代（室町殿）にあって征夷大将軍（公方）による政権は「幕府」と呼称されておらず、「武家政権＝幕府」という用例が一般的になったのは江戸幕府も後期に至ってからであった。そもそも「朝廷」は京都を指す固有名詞ではなく、「江戸幕府」を指して「朝廷」と呼ぶ例さえ広く見られたのである。武家政権（幕府）に対する公家政権（朝廷）という用法は近世もしくは近代の所産といえる。

### 朝廷式微論
「皇室式微論」ともいう。「式微」とは経済的に衰退した状態を指すが、戦国時代の朝廷が衰退していたという論調が江戸時代に強まる。
その説話の一つとして、『慶長軍記抄』には、「禁裏紫宸殿の築地が破壊のまま放置され、三条大橋のたもとから内侍所のろうそくの光りが見えた」といったものがある。また後奈良天皇が百人一首や『伊勢物語』など色紙に宸筆を染め、売り物に出したため、後奈良院のものが今も世に多く残っているとした伝説が生じ、『高野春秋』にも「後奈良帝の時代、大内困窮し」と記される。
こうした説話は二次大戦以前の官学アカデミズムの著作の中でも史実として引用されており、例として、渡辺世祐や黒板勝美がいる。しかし奥野高廣はこれらの式微論が後世の編纂物を無批判的に墨守した妄説であると主張し、皇室経済・諸大名や土豪による献金などの状況を詳細に論じ、式微論が近世期の誇張に過ぎないと結論づけた。

## 朝廷の分裂
壬申の乱の際、大海人皇子を中心とする飛鳥朝廷と大友皇子（弘文天皇）を中心とする近江朝廷とが対立した。この内乱では飛鳥朝廷側が勝利し、大海人皇子は天武天皇として即位した。
また、建武の新政ののち、朝廷は後醍醐天皇を奉じる大覚寺統の南朝（吉野朝廷）と、持明院統に属する光明天皇を擁して京都に所在した北朝とに分かれて対立した。ここでは、朝廷が2つに分立したことから、この時代を「南北朝時代」と呼んでいる。南朝側は南北朝合一が確約された明徳の和約が反故にされたとして、15世紀まで活動を続けた。これを後南朝という。
さらに、薬子の変における嵯峨天皇と平城上皇の関係、また治承・寿永の乱終末期における安徳天皇と後鳥羽天皇の関係、戊辰戦争においても奥羽越列藩同盟により東武天皇が擁立されたという説がある等、一君万民を建前とする朝廷ではあったが、実際には数度の分裂が起きている。

## 官制

### 中央官制
- 太政官
  - 少納言局
  - 左右弁官局
    - 中務省
    - 式部省
    - 治部省
    - 民部省
    - 兵部省
    - 刑部省
    - 大蔵省
    - 宮内省
- 神祇官
- 弾正台
- 衛府
  - 兵衛府
  - 衛士府
  - 衛門府
  - 近衛府

### 地方官制
- 大宰府
- 京職
- 国司
  - 郡司
    - 里長

### 官位相当表

#### 養老令
| |               | 官     | 官                                                        | 省                 | 省                                      | 職                                                                                               | 職                                                        | 寮                                                      | 寮                                                                     | 司                                                                         | 司                                      | 司             | 司           | 司   |
| 神祇官 | 太政官        | 中務省 | 式部省 治部省(a) 民部省 兵部省 刑部省(b) 大蔵省(c) 宮内省 | 中宮職             | 左右京職 摂津職 大膳職(a)               | 左右大舎人寮 大学寮(a) 木工寮 雅楽寮(b) 玄蕃寮 主計寮(c) 主税寮(d) 図書寮 左右馬寮(e) 左右兵庫寮 | 内蔵寮(a) 縫殿寮 大炊寮 散位寮 陰陽寮(b) 主殿寮 典薬寮(c) | 兵馬司 造兵司 鼓吹司 贓贖司 囚獄司 典鋳司 正親司 鍛冶司 | 畫工司 内薬司(a) 諸陵司 掃部司 内膳司(b) 造酒司 官奴司 園池司 東西市司 | 内兵庫司 土工司 葬儀司 采女司 主船司 漆部司 縫部司 織部司(a) 隼人司 内礼司 | 主水司 主油司 内掃部司 筥陶司 内染司(a) | 主鷹司         |              |      |
| --- | ------------- | ------ | --------------------------------------------------------- | ------------------ | --------------------------------------- | ------------------------------------------------------------------------------------------------ | --------------------------------------------------------- | ------------------------------------------------------- | ---------------------------------------------------------------------- | -------------------------------------------------------------------------- | --------------------------------------- | -------------- | ------------ | ---- |
| 正一位 従一位 | 正一位 従一位 |        | 太政大臣                                                  |                    |                                         |                                                                                                  |                                                           |                                                         |                                                                        |                                                                            |                                         |                |              |      |
| 正二位 従二位 | 正二位 従二位 |        | 左大臣 右大臣                                             |                    |                                         |                                                                                                  |                                                           |                                                         |                                                                        |                                                                            |                                         |                |              |      |
| 正三位 | 正三位        |        | 大納言                                                    |                    |                                         |                                                                                                  |                                                           |                                                         |                                                                        |                                                                            |                                         |                |              |      |
| 従三位 |               |        |                                                           |                    |                                         |                                                                                                  |                                                           |                                                         |                                                                        |                                                                            |                                         |                |              |      |
| 正四位 | 上            |        |                                                           | 卿                 |                                         |                                                                                                  |                                                           |                                                         |                                                                        |                                                                            |                                         |                |              |      |
| 正四位 | 下            |        |                                                           |                    | 卿                                      |                                                                                                  |                                                           |                                                         |                                                                        |                                                                            |                                         |                |              |      |
| 従四位 | 上            |        | 左右大弁                                                  |                    |                                         |                                                                                                  |                                                           |                                                         |                                                                        |                                                                            |                                         |                |              |      |
| 従四位 | 下            | 伯     |                                                           |                    |                                         | 大夫                                                                                             |                                                           |                                                         |                                                                        |                                                                            |                                         |                |              |      |
| 正五位 | 上            |        | 左右中弁                                                  | 大輔               |                                         |                                                                                                  | 大夫                                                      |                                                         |                                                                        |                                                                            |                                         |                |              |      |
| 正五位 | 下            |        | 左右少弁                                                  |                    | 大輔 大判事(b)                          |                                                                                                  |                                                           |                                                         |                                                                        |                                                                            |                                         |                |              |      |
| 従五位 | 上            |        |                                                           | 少輔               |                                         |                                                                                                  |                                                           | 頭                                                      |                                                                        |                                                                            |                                         |                |              |      |
| 従五位 | 下            | 大副   | 少納言                                                    | 侍従 大監物        | 少輔                                    | 亮                                                                                               | 亮                                                        |                                                         | 頭                                                                     |                                                                            |                                         |                |              |      |
| 正六位 | 上            | 少副   | 左右大弁史                                                | 大内記             |                                         |                                                                                                  |                                                           |                                                         |                                                                        | 正                                                                         | 正 内膳奉膳(b)                          |                |              |      |
| 正六位 | 下            |        |                                                           | 大丞               | 大丞 中判事(b)                          |                                                                                                  |                                                           | 助 大学博士(a)                                          |                                                                        |                                                                            | 内薬侍医(a)                             | 正             |              |      |
| 従六位 | 上            | 大祐   |                                                           | 少丞 中監物        | 少丞                                    | 大進                                                                                             |                                                           | （権助）                                                | 助                                                                     |                                                                            |                                         |                | 正           |      |
| 従六位 | 下            | 少祐   |                                                           |                    | 少判事(b) 大蔵大主鑰(c)                 | 少進                                                                                             | 大進                                                      |                                                         | （権助）                                                               |                                                                            |                                         |                |              | 正   |
| 正七位 | 上            |        | 大外記 左右少弁史                                         | 中内記 大録        | 大録                                    |                                                                                                  | 少進                                                      |                                                         | 内蔵大主鑰(a)                                                          |                                                                            |                                         |                |              |      |
| 正七位 | 下            |        |                                                           | 少監物 大主鈴      | 判事大属(b)                             |                                                                                                  | 主醤(a) 主菓餅(a)                                         | 大允 大学助教(a)                                        | 医博士(c) 陰陽博士(b) 天文博士(b)                                      |                                                                            |                                         |                |              |      |
| 従七位 | 上            |        | 少外記                                                    |                    |                                         |                                                                                                  |                                                           | 少允 音博士(a) 書博士(a) 算博士(a)                      | 允 陰陽師(b) 暦博士(b) 咒禁博士(c)                                     |                                                                            |                                         |                |              |      |
| 従七位 | 下            |        |                                                           | 大典鑰             | 刑部大解部(b) 大蔵少主鑰(c)             |                                                                                                  |                                                           |                                                         | 医師(c) 漏尅博士(b) 針博士(c)                                          | 祐                                                                         | 祐 内膳典膳(b)                          |                |              |      |
| 正八位 | 上            |        |                                                           | 少内記 少録 少主鈴 | 少録 典革(c)                            |                                                                                                  |                                                           |                                                         | 内蔵少主鑰(a) 咒禁師(c) 針師(c) 薬園師(c) 典履(a)                      |                                                                            |                                         | 祐             |              |      |
| 正八位 | 下            | 大史   |                                                           |                    | 治部大解部(a) 刑部中解部(b) 判事少属(b) | 大属                                                                                             | 大属                                                      |                                                         | 按摩博士(c)                                                            |                                                                            |                                         |                | 祐           |      |
| 従八位 | 上            | 少史   |                                                           | 少典鑰             |                                         |                                                                                                  | 少属                                                      | 大属 雅楽諸師(b) 馬医(e)                                | 按摩師(c)                                                              |                                                                            |                                         |                |              |      |
| 従八位 | 下            |        |                                                           |                    | 治部少解部(a) 刑部少解部(b)             | 少属                                                                                             | 少属                                                      | 少属 主計算師(c) 主税算師(d)                            | 大属                                                                   |                                                                            |                                         |                |              |      |
| 大初位 | 上            |        |                                                           |                    |                                         |                                                                                                  |                                                           |                                                         | 少属                                                                   | 大令史                                                                     | 令史                                    |                |              |      |
| 大初位 | 下            |        |                                                           |                    |                                         |                                                                                                  |                                                           |                                                         |                                                                        | 少令史                                                                     |                                         | 令史 挑文師(a) |              |      |
| 少初位 | 上            |        |                                                           |                    |                                         |                                                                                                  |                                                           |                                                         |                                                                        |                                                                            |                                         |                | 令史 染師(a) |      |
| 少初位 | 下            |        |                                                           |                    |                                         |                                                                                                  |                                                           |                                                         |                                                                        |                                                                            |                                         |                |              | 令史 |
| - 養老令官位令により作表 - 特定の官司のみに属する官職については対応関係を(a)(b)(c)…で表示 - 参考文献： 吉川弘文館編集部編『日本史必携』、吉川弘文館、2006年、ISBN 4642013490 |               |        |                                                           |                    |                                         |                                                                                                  |                                                           |                                                         |                                                                        |                                                                            |                                         |                |              |      |

| |                      | 坊                                        | 監     | 署                       | 台                | 府        | 府        | 大宰府                                      | 国司 | 国司 | 国司 | 国司 | 家司                                                                |
| 春宮坊 | 舎人監 主膳監 主蔵監 | 主殿署 主書署 主漿署 主工署 主兵署 主馬署 | 弾正台 | 衛門府 左衛士府 右衛士府 | 左兵衛府 右兵衛府 | 大国      | 上国      | 大宰府                                      | 中国 | 下国 |      |      | 家司                                                                |
| --- | -------------------- | ----------------------------------------- | ------ | ------------------------ | ----------------- | --------- | --------- | ------------------------------------------- | ---- | ---- | ---- | ---- | ------------------------------------------------------------------- |
| 正一位 従一位                                                                                                  |                      |                                           |        |                          |                   |           |           |                                             |      |      |      |      |                                                                     |
| 正二位 従二位                                                                                                  |                      |                                           |        |                          |                   |           |           |                                             |      |      |      |      |                                                                     |
| 正三位 |                      |                                           |        |                          |                   |           |           |                                             |      |      |      |      |                                                                     |
| 従三位 | 従三位               |                                           |        |                          |                   |           |           | 帥                                          |      |      |      |      |                                                                     |
| 正四位 | 上                   | 東宮傅                                    |        |                          |                   |           |           |                                             |      |      |      |      |                                                                     |
| 正四位 | 下                   | 大夫                                      |        |                          |                   |           |           |                                             |      |      |      |      |                                                                     |
| 従四位 | 上                   |                                           |        |                          | 尹                |           |           |                                             |      |      |      |      |                                                                     |
| 従四位 | 下                   |                                           |        |                          |                   |           |           |                                             |      |      |      |      |                                                                     |
| 正五位 | 上                   |                                           |        |                          |                   | 督        |           | 大弐                                        |      |      |      |      |                                                                     |
| 正五位 | 下                   |                                           |        |                          | 弼                |           |           |                                             |      |      |      |      |                                                                     |
| 従五位 | 上                   |                                           |        |                          |                   |           | 督        |                                             | 守   |      |      |      |                                                                     |
| 従五位 | 下                   | 亮 東宮学士                               |        |                          |                   | 佐        |           | 少弐                                        |      | 守   |      |      | 一品家令 職事一位家令                                               |
| 正六位 | 上                   |                                           |        |                          | 大忠              |           |           |                                             |      |      |      |      | 二品家令                                                            |
| 正六位 | 下                   |                                           |        |                          | 少忠              |           | 佐        | 大監                                        | 介   |      | 守   |      |                                                                     |
| 従六位 | 上                   | 大進                                      | 正     |                          |                   |           |           | 少監                                        |      | 介   |      |      | 一品家扶 三品家令 職事一位家扶 職事二位家令                         |
| 従六位 | 下                   | 少進                                      |        | 首                       |                   | 大尉      |           | 大判事                                      |      |      |      | 守   |                                                                     |
| 正七位 | 上                   |                                           |        |                          | 大疏              | 少尉      |           | 大工 少判事 大典 防人正                     |      |      |      |      | 二品家扶 四品家令                                                   |
| 正七位 | 下                   |                                           |        |                          | 巡察              |           | 大尉      | 主神                                        | 大掾 |      |      |      |                                                                     |
| 従七位 | 上                   |                                           |        |                          |                   |           | 少尉      |                                             | 少掾 | 掾   |      |      | 一品家大従 一品文学 三品家扶 職事一位家大従 職事正三位家令          |
| 従七位 | 下                   |                                           |        |                          |                   |           |           | 大宰博士                                    |      |      |      |      | 一品家少従 二品家従 二品文学 四品家扶 職事一位家少従 職事従三位家令 |
| 正八位 | 上                   |                                           |        |                          | 少疏              |           |           | 少典 陰陽師 医師 少工 算師 防人祐 主船 主厨 |      |      | 掾   |      |                                                                     |
| 正八位 | 下                   | 大属                                      |        |                          |                   | 大志 医師 |           |                                             |      |      |      |      | 三品家従 三品文学 四品文学 職事二位家従                             |
| 従八位 | 上                   | 少属                                      |        |                          |                   | 少志      | 大志 医師 |                                             | 大目 |      |      |      | 四品家従                                                            |
| 従八位 | 下                   |                                           |        |                          |                   |           | 少志      |                                             | 少目 | 目   |      |      | 一品家大書吏                                                        |
| 大初位 | 上                   |                                           |        |                          |                   |           |           | 判事大令史                                  |      |      |      |      | 一品家少書吏 二品家大書吏 職事一位家少書吏                          |
| 大初位 | 下                   |                                           |        |                          |                   |           |           | 判事少令史 防人令史                         |      |      | 目   |      | 二品家少書吏                                                        |
| 少初位 | 上                   |                                           |        |                          |                   |           |           |                                             |      |      |      | 目   | 三品家書吏 四品家書吏 職事二位家大書吏 職事二位家少書吏             |
| 少初位 | 下                   |                                           |        |                          |                   |           |           |                                             |      |      |      |      | 職事三位家書吏                                                      |
| - 養老令官位令により作表。 - （参考文献）吉川弘文館編集部編 『日本史必携』 吉川弘文館、2006年、ISBN 4642013490 |                      |                                           |        |                          |                   |           |           |                                             |      |      |      |      |                                                                     |

#### 令外官
| 正一位 従一位                                                                                        |               |            |          |      |                |      |      |      |      |
| 正二位 従二位                                                                                        | 正二位 従二位 | 内大臣     | 別当     |      |                |      |      |      |      |
| 正三位                                                                                               |               |            |          |      |                |      |      |      |      |
| 従三位                                                                                               | 従三位        | 中納言     |          |      |                |      |      | 大将 |      |
| 正四位                                                                                               | 上            | （中納言） |          |      |                |      |      |      |      |
| 正四位                                                                                               | 下            |            |          |      |                |      |      |      |      |
| 従四位                                                                                               | 上            |            | 頭       |      |                |      |      |      |      |
| 従四位                                                                                               | 下            |            | 頭       | 大夫 |                |      |      | 中将 | 別当 |
| 正五位                                                                                               | 上            |            | 五位蔵人 |      |                |      |      |      |      |
| 正五位                                                                                               | 下            |            | 五位蔵人 |      |                |      |      | 少将 |      |
| 従五位                                                                                               | 上            |            | 五位蔵人 |      | 頭             |      |      |      | 佐   |
| 従五位                                                                                               | 下            |            | 五位蔵人 | 亮   |                | 頭   | 長官 |      |      |
| 正六位                                                                                               | 上            |            | 六位蔵人 |      |                |      |      | 将監 |      |
| 正六位                                                                                               | 下            |            | 六位蔵人 |      | 助             |      |      |      |      |
| 従六位                                                                                               | 上            |            | 六位蔵人 | 大進 |                | 助   | 次官 |      | 大尉 |
| 従六位                                                                                               | 下            |            | 六位蔵人 | 少進 |                |      |      |      | 少尉 |
| 正七位                                                                                               | 上            |            |          |      |                |      |      |      |      |
| 正七位                                                                                               | 下            |            |          |      | 大允 主神（a） |      |      | 将曹 |      |
| 従七位                                                                                               | 上            |            |          |      | 少允           | 允   | 判官 |      |      |
| 従七位                                                                                               | 下            |            |          |      |                |      |      |      |      |
| 正八位                                                                                               | 上            |            |          |      |                |      |      |      |      |
| 正八位                                                                                               | 下            |            |          | 大属 |                |      |      |      | 大志 |
| 従八位                                                                                               | 上            |            |          | 少属 | 大属           |      |      |      | 少志 |
| 従八位                                                                                               | 下            |            |          |      | 少属           | 大属 | 主典 |      |      |
| 大初位                                                                                               | 上            |            |          |      |                | 少属 |      |      |      |
| 大初位                                                                                               | 下            |            |          |      |                |      |      |      |      |
| 少初位                                                                                               | 上            |            |          |      |                |      |      |      |      |
| 少初位                                                                                               | 下            |            |          |      |                |      |      |      |      |
| - 特定の官司のみに属する官職については、対応関係を（a）（b）…で示している。 - （参考サイト）官制大観 |               |            |          |      |                |      |      |      |      |

## 地方区分
律令体制下の日本の地方制度は五畿七道と称される。七道のうち、東海道、東山道、北陸道、南海道、山陽道、山陰道はいずれも畿内5か国（五畿）に接していた。唯一、陸接していない西海道すなわち現在の九州地方には、中央からの出先機関として大宰府が置かれ、大陸との外交や軍事を主任務とし、筑前国司を兼帯するとともに西海道に属する諸国の人事・行政・司法の一部を総管した。その権限の大きさから「遠の朝廷（とおのみかど）」「西御門」と呼ばれた。

### 遠の朝廷
大宰府跡の発掘調査により、大宰府政庁は、第1期（7世紀後半-8世紀初頭）、第2期（8世紀初頭-10世紀中葉）、第3期（10世紀中葉-12世紀）の3つの建て替え時期のあったことが判明した。そのうち、第2期と第3期では朝堂院形式が採用されており、条坊も整備されて、律令国家確立期にあたる8世紀初頭には、景観の上でも「遠の朝廷」と呼ぶにふさわしい状態となったことがわかる。

## 領地
近世期では徳川家康によって各地に散らばっていた朝廷の領地は整理され、山科1万石のみとなり、五代将軍徳川綱吉の時代になり、3万石に加増されたが、小大名ほどである。
近世期日本全体の石高が3千万石、将軍家直轄地が400万石（同書、家臣400万石と合わせ、800万石）と比しても小規模とわかる。ただし、大名から叙任の返礼として献上された礼金や進物が収入源となり、実質的な財政状態は10万石の中大名に匹敵した。

## その他
- 安貞元年（1227年）に平安京「内裏」が焼失して以来、天皇は「里内裏」（仮皇居）に居住し、これが常態化することになるが、中国のように為政者が大宮殿に住まうという発想はなかった[15]。これは中国のように異民族との戦争による慢性的な財政逼迫の経験を持たず[15]、また国内の武士同士による合戦も自弁で戦うのが原則であったため、国家が大規模な財政をもつ必然性がなかったことによる[15]。
- 近世期の古学では放伐論が肯定され、幕府は近世期の朝廷に政治的実権がない理由をつけたが、幕末では倒幕側にも放伐論が利用された。
- 近世期における朝廷は、外国の王室とは異なり、「寸鉄も帯びず」といわれ、独自の軍隊を有さなかったため、幕末の動乱では何事においても有力藩の顔色をうかがわなければならず、この反動から維新直後では直轄軍隊をもつべきという貴族の論調があった[16]。